# Темаев, Мажид Гусейнович
Мажид Гусейнович Темаев (1 января 2001) — российский тайбоксер. Чемпион мира и России. Кандидат в мастера спорта России.

## Карьера
Является воспитанником махачкалинской СШОР №2, занимается под руководством Марата Бекбулатова. В марте 2023 года в Магнитогорске стал серебряным призёром чемпионата России, уступив в финале Асадуле Имангазалиеву. В мае 2023 года одержал победу на Первенстве мира среди молодёжи U23 в Таиланде. В начале декабря 2023 года стало известно, что Мажид Темаев, в составе сборной России, выступит на чемпионате Европы, который состоится в турецкой Анталье. На данном турнире стал обладателем серебряной медали. В начале марта 2024 года в Нижнем Новгороде стал чемпионом России. В начале июня 2024 года в греческом городе Патры, одолев соперников из Ирака, Украины, Франции и Казахстана, впервые стал чемпионом мира.

## Достижения
- Чемпионат России по тайскому боксу 2023 — ;
- Первенство мира по тайскому боксу U23 2023 — ;
- Чемпионат Европы по тайскому боксу 2023 — ;
- Чемпионат России по тайскому боксу 2024 — ;
- Чемпионат мира по тайскому боксу 2024 — ;